# Kasseler Sport-Verein Hessen Kassel 2013-2014
Questa voce raccoglie le informazioni riguardanti il Kasseler Sport-Verein Hessen Kassel nelle competizioni ufficiali della stagione 2013-2014.

## Stagione
Nella stagione 2013-2014 l'Hessen Kassel, allenato da Jörn Großkopf, Sven Hoffmeister e Matthias Mink, concluse il campionato di Regionalliga sudovest al 13º posto.

## Rosa
| N. |                     | Ruolo | Calciatore          |
| -- | ------------------- | ----- | ------------------- |
| 1  | Germania (bandiera) | P     | Raphael Koczor      |
| 2  | Germania (bandiera) | C     | Andrej Cheberenchuk |
| 3  | Germania (bandiera) | D     | Steffen Dieck       |
| 4  | Germania (bandiera) | D     | Matthias Rahn       |
| 5  | Germania (bandiera) | D     | Stefan Müller       |
| 6  | Germania (bandiera) | C     | Tobias Becker       |
| 7  | Germania (bandiera) | A     | Sebastian Schmeer   |
| 8  | Germania (bandiera) | C     | Enrico Gaede        |
| 9  | Germania (bandiera) | C     | Andreas Mayer       |
| 11 | Germania (bandiera) | A     | Ingmar Merle        |
| 12 | Germania (bandiera) | P     | Tobias Schlöffel    |
| 14 | Germania (bandiera) | D     | Maximilian Sauer    |
| 16 | Germania (bandiera) | D     | Felix Schäfer       |
| 17 | Germania (bandiera) | D     | William Wachowski   |
| 18 | Germania (bandiera) | C     | Okan Gül            |

| N. |                          | Ruolo | Calciatore           |
| -- | ------------------------ | ----- | -------------------- |
| 19 | Germania (bandiera)      | C     | Marcel Andrijanic    |
| 20 | Germania (bandiera)      | C     | Gabriel Gallus       |
| 21 | Germania (bandiera)      | C     | Jonas Marz           |
| 22 | Germania (bandiera)      | A     | Tobias Damm          |
| 23 | Germania (bandiera)      | P     | Sven Hoffmeister     |
| 24 | Germania (bandiera)      | C     | Moritz Meuser        |
| 25 | Germania (bandiera)      | C     | Marco Dawid          |
| 26 | Germania (bandiera)      | A     | Christian Henel      |
| 27 | Germania (bandiera)      | D     | Henrik Giese         |
| 28 | Germania (bandiera)      | C     | Florian Nagel        |
| 29 | Francia (bandiera)       | A     | Morike Sako          |
| 34 | Corea del Sud (bandiera) | C     | Yeon-Woong Jung      |
|    | Tunisia (bandiera)       | D     | Adli Lachheb         |
|    | Germania (bandiera)      | A     | Christopher Kullmann |

## Organigramma societario
Area tecnica
- Allenatore: Matthias Mink
- Allenatore in seconda: Sven Hoffmeister
- Preparatore dei portieri: Sven Hoffmeister, Christoph Wiegand
- Preparatori atletici:
- Analisi video:

## Calciomercato

### Sessione estiva
| Acquisti | Acquisti          | Acquisti        | Acquisti |
| R.       | Nome              | da              | Modalità |
| -------- | ----------------- | --------------- | -------- |
| C        | Marcel Andrijanic | St. Pauli       |          |
| C        | Florian Nagel     | Werder Brema II |          |
| D        | Maximilian Sauer  | Wolfsburg U19   |          |
| D        | William Wachowski | St. Pauli II    |          |

| Cessioni | Cessioni            | Cessioni          | Cessioni |
| R.       | Nome                | a                 | Modalità |
| -------- | ------------------- | ----------------- | -------- |
| C        | Konstantinos Drizis | Rimini            |          |
| D        | Nico Hammann        | Magdeburgo        |          |
| C        | Gianluca Maresca    | BC Sport Kassel   |          |
| C        | Ricky Pinheiro      | Kaiserslautern II |          |
| D        | Viktor Riske        | Baunatal          |          |
| D        | Justin Schumann     | OSC Vellmar       |          |
| C        | Benjamin Trümner    | Hoffenheim U19    |          |
| C        | Jannik Weingarten   | OSC Vellmar       |          |

### Sessione invernale
| Acquisti | Acquisti             | Acquisti             | Acquisti |
| R.       | Nome                 | da                   | Modalità |
| -------- | -------------------- | -------------------- | -------- |
| C        | Yeon-Woong Jung      | Daejeon Hana Citizen |          |
| D        | Henrik Giese         | Viktoria Colonia     |          |
| P        | Raphael Koczor       | Viktoria Colonia     |          |
| A        | Christopher Kullmann | Homburg              |          |
| D        | Adli Lachheb         | Hallescher           |          |

| Cessioni | Cessioni      | Cessioni       | Cessioni |
| R.       | Nome          | a              | Modalità |
| -------- | ------------- | -------------- | -------- |
| P        | Carsten Nulle | Wormatia Worms |          |

## Risultati

### Regionalliga

#### Girone di andata
| Arbitro: | Braun |

|                           |           |                                       |
| Abelski 37’ Comvalius 45’ | Marcatori | 44’ Henel 57’ (rig.) Mayer 84’ Gallus |

| Arbitro: | Beck |

|                            |           |                           |
| Henel 72’ Mayer 90’ (rig.) | Marcatori | 6’ (rig.) Pokar 22’ Dorow |

| Arbitro: | Wingenbach |

|                        |           |                |
| Werne 86’ Hörtkorn 90’ | Marcatori | 40’, 56’ Henel |

| Arbitro: | Petersen |

|           |           |  |
| Mayer 30’ | Marcatori |  |

| Arbitro: | Göpferich |

|            |           |             |
| Zinram 68’ | Marcatori | 90’ Schmeer |

| Arbitro: | Gasteier |

|  |           |                                     |
|  | Marcatori | 21’, 38’ Hürzeler 25’, 43’ Aupperle |

| Arbitro: | Weickenmeier |

|  |           |                       |
|  | Marcatori | 24’ Mayer 74’ Schmeer |

| Arbitro: | Drees |

|            |           |             |
| Müller 38’ | Marcatori | 88’ Franzin |

| Ulma 14 settembre 2013, ore 14:00 CEST 9ª giornata | Ulma    | 0 – 0 referto | Hessen Kassel | Donaustadion (782 spett.)\| Arbitro: \| Kempkes \| |
| Arbitro:                                           | Kempkes |               |               |                                                    |

| Arbitro: | Kessel |

|                    |           |                                       |
| Gaede 70’ Marz 86’ | Marcatori | 7’ Rizzi 37’ Senesie 79’, 90’ Fischer |

| Arbitro: | Zorn |

|                                             |           |                          |
| Polter 49’ Bouziane 87’ Daghfous 89’ (rig.) | Marcatori | 9’ Sako 71’ (rig.) Mayer |

| Arbitro: | Schlager |

|                         |           |            |
| Schmeer 5’ Wachowski 8’ | Marcatori | 65’ Fındık |

| Offenbach am Main 14 ottobre 2013, ore 20:15 CEST 13ª giornata | Kickers Offenbach | 0 – 0 referto | Hessen Kassel | Sparda-Bank-Hessen-Stadion (6 002 spett.)\| Arbitro: \| Welz \| |
| Arbitro:                                                       | Welz              |               |               |                                                                 |

| Arbitro: | Schütz |

|                  |           |                                       |
| Mayer 68’ (rig.) | Marcatori | 4’ Klinger 6’ Reinhardt 87’ Gerlinger |

| Arbitro: | Klein |

|                                  |           |                            |
| Kerk 40’, 74’ (rig.) Gouaida 44’ | Marcatori | 49’ (rig.) Becker 56’ Damm |

| Arbitro: | Jöllenbeck |

|                                 |           |  |
| Mimbala 18’ Telch 57’ Parra 69’ | Marcatori |  |

| Arbitro: | Kessel |

|                                          |           |                                         |
| Dawid 8’ Mayer 68’ (rig.) Andrijanic 70’ | Marcatori | 51’ (rig.) Gerstle 78’ Galm 80’ Beyazal |

#### Girone di ritorno
| Arbitro: | Beck |

|                                                          |           |  |
| Wooten 3’ Dorow 22’, 61’ Tasky 71’ Pokar 86’ Dadaşov 90’ | Marcatori |  |

| Arbitro: | Endriß |

|          |           |                                                            |
| Rahn 57’ | Marcatori | 36’, 78’ Cuntz 45’, 63’ Abelski 70’ Quotschalla 86’ Bender |

| Arbitro: | Kempkes |

|                  |           |  |
| Schmeer 34’, 64’ | Marcatori |  |

| Arbitro: | Kessel |

|  |           |           |
|  | Marcatori | 76’ Henel |

| Arbitro: | Göpferich |

|             |           |  |
| Schmeer 79’ | Marcatori |  |

| Arbitro: | Meisberger |

|                 |           |             |
| Dieck 8’ (aut.) | Marcatori | 24’ Schmeer |

| Arbitro: | Wingenbach |

|              |           |             |
| Kullmann 51’ | Marcatori | 79’ Davulcu |

| Arbitro: | Dingert |

|                                     |           |  |
| Bektashi 61’ Gallego 73’ Becker 87’ | Marcatori |  |

| Arbitro: | Klein |

|                        |           |          |
| Mayer 28’ Kullmann 48’ | Marcatori | 85’ Sohm |

| Arbitro: | Schütz |

|                      |           |             |
| Binakaj 9’ Rühle 47’ | Marcatori | 67’ Schmeer |

| Arbitro: | Fritsch |

|             |           |             |
| Schmeer 72’ | Marcatori | 82’ Franzin |

| Arbitro: | Rafalski |

|             |           |          |
| Hassler 42’ | Marcatori | 48’ Damm |

| Arbitro: | Kempkes |

|          |           |            |
| Sako 82’ | Marcatori | 33’ Müller |

| Homburg 3 maggio 2014, ore 14:00 CEST 31ª giornata | Homburg | 0 – 0 referto | Hessen Kassel | Waldstadion (710 spett.)\| Arbitro: \| Münch \| |
| Arbitro:                                           | Münch   |               |               |                                                 |

| Arbitro: | Steinberg |

|  |           |                                             |
|  | Marcatori | 25’, 37’ Falahen 43’, 65’ Philipp 80’ Menig |

| Arbitro: | Wingenbach |

|                   |           |           |
| Damm 38’ Sako 63’ | Marcatori | 52’ Telch |

| Arbitro: | Beck |

|                                      |           |                       |
| Hogen 4’ Throm 54’ (rig.) Keller 86’ | Marcatori | 61’ (rig.), 63’ Mayer |

## Statistiche

### Statistiche di squadra
| Competizione          | Punti | In casa | In casa | In casa | In casa | In casa | In casa | In trasferta | In trasferta | In trasferta | In trasferta | In trasferta | In trasferta | Totale | Totale | Totale | Totale | Totale | Totale | DR  |
| Competizione          | Punti | G       | V       | N       | P       | Gf      | Gs      | G            | V            | N            | P            | Gf           | Gs           | G      | V      | N      | P      | Gf     | Gs     | DR  |
| --------------------- | ----- | ------- | ------- | ------- | ------- | ------- | ------- | ------------ | ------------ | ------------ | ------------ | ------------ | ------------ | ------ | ------ | ------ | ------ | ------ | ------ | --- |
| Regionalliga sudovest | 40    | 17      | 6       | 6       | 5       | 23      | 34      | 17           | 3            | 7            | 7            | 18           | 30           | 34     | 9      | 13     | 12     | 41     | 64     | -23 |
| Totale                | 40    | 17      | 6       | 6       | 5       | 23      | 34      | 17           | 3            | 7            | 7            | 18           | 30           | 34     | 9      | 13     | 12     | 41     | 64     | -23 |

### Andamento in campionato
| Giornata  | 1 | 2 | 3 | 4 | 5 | 6 | 7 | 8 | 9 | 10 | 11 | 12 | 13 | 14 | 15 | 16 | 17 | 18 | 19 | 20 | 21 | 22 | 23 | 24 | 25 | 26 | 27 | 28 | 29 | 30 | 31 | 32 | 33 | 34 |
| --------- | - | - | - | - | - | - | - | - | - | -- | -- | -- | -- | -- | -- | -- | -- | -- | -- | -- | -- | -- | -- | -- | -- | -- | -- | -- | -- | -- | -- | -- | -- | -- |
| Luogo     | T | C | T | C | T | C | T | C | T | C  | T  | C  | T  | C  | T  | T  | C  | T  | C  | C  | T  | C  | T  | C  | T  | C  | T  | C  | T  | C  | T  | C  | C  | T  |
| Risultato | V | N | N | V | N | P | V | N | N | P  | P  | V  | N  | P  | P  | P  | N  | P  | P  | V  | V  | V  | N  | N  | P  | V  | P  | N  | N  | N  | N  | P  | V  | P  |
| Posizione | 4 | 6 | 6 | 4 | 5 | 8 | 7 | 7 | 8 | 11 | 12 | 9  | 10 | 12 | 13 | 14 | 13 | 14 | 14 | 14 | 14 | 12 | 13 | 13 | 13 | 12 | 13 | 14 | 14 | 14 | 14 | 14 | 12 | 13 |

Legenda:

Luogo: C = Casa; T = Trasferta. Risultato: V = Vittoria; N = Pareggio; P = Sconfitta.

### Statistiche dei giocatori
| M. Andrijanic   | 18 | 1  | 2  | 0 |
| T. Becker       | 32 | 1  | 6  | 1 |
| A. Cheberenchuk | 2  | 0  | 0  | 0 |
| T. Damm         | 24 | 3  | 1  | 0 |
| M. Dawid        | 18 | 1  | 2  | 0 |
| S. Dieck        | 22 | 0  | 3  | 0 |
| E. Gaede        | 18 | 1  | 1  | 0 |
| G. Gallus       | 18 | 1  | 6  | 0 |
| H. Giese        | 13 | 0  | 3  | 0 |
| O. Gül          | 0  | 0  | 0  | 0 |
| C. Henel        | 17 | 5  | 3  | 1 |
| S. Hoffmeister  | 0  | 0  | 0  | 0 |
| Y. Jung         | 9  | 0  | 1  | 0 |
| R. Koczor       | 14 | 0  | 3  | 0 |
| C. Kullmann     | 14 | 2  | 1  | 0 |
| A. Lachheb      | 14 | 0  | 5  | 0 |
| J. Marz         | 20 | 1  | 5  | 0 |
| A. Mayer        | 32 | 10 | 10 | 0 |
| I. Merle        | 1  | 0  | 0  | 0 |
| M. Meuser       | 4  | 0  | 1  | 0 |
| S. Müller       | 21 | 1  | 3  | 0 |
| F. Nagel        | 21 | 0  | 2  | 0 |
| C. Nulle        | 19 | 0  | 1  | 0 |
| M. Rahn         | 28 | 1  | 5  | 0 |
| M. Sako         | 14 | 3  | 5  | 1 |
| M. Sauer        | 24 | 0  | 7  | 1 |
| T. Schlöffel    | 1  | 0  | 0  | 0 |
| S. Schmeer      | 33 | 9  | 3  | 0 |
| F. Schäfer      | 1  | 0  | 1  | 0 |
| W. Wachowski    | 12 | 1  | 3  | 0 |